# 鄒代鈞

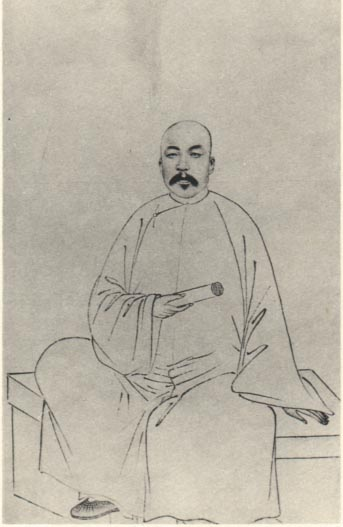
《清代學者象傳》之鄒代鈞

鄒代鈞（1854年—1908年），字甄伯，号沅帆。湖南新化罗洪村人。清朝地理學家、鄒氏輿圖世家。
1879年，补縣弟子员，早年拜謁左宗棠求校訂祖父鄒漢勳遺作，后經曾國荃舉薦，隨太常寺卿劉瑞芬出使英國、惡果。期間創建中國輿圖尺，為中國測繪地圖標準尺寸。1891年，調任湖北省全省地圖測繪，繪出《湖北全省分圖》，深受張之洞贊許，并留任湖北譯書局編輯。1895年，擁護康有為、梁啟超的維新變法，為強學會上海分會主幹。此後在上海創辦地圖公會（后改輿地學會），繪畫中外地圖上千余作。1898年，協助陳寶箴推行新法。1901年，經張百熙舉薦，任京师大学堂附设编译局舆地编纂处总纂兼学务处提调官。后任京师大学堂地理总教习。1908年，主持编绘《江苏全省舆图》，后病亡于武昌。